# Heliport Dili
Heliport Dili (port. Heliport Dili) (IATA: DIC, ICAO: WPDH) – heliport zlokalizowany w Dili (Timor Wschodni).